# Fojnica
Fojnica je manjše mesto in središče istoimenske občine v osrednjem delu Bosne in Hercegovine. Upravno pripada Osrednjebosanskemu kantonu.
Fojnica leži na bregovih rek Dragača in Željeznica, na nadmorski višini 584 do 620 m. Z Visokim in Sarajevom, ki je oddaljeno okoli 50 km, je Fojnica povezana s cesto. 
V starih listinah je prvič omenjena 18. marca 1385, ko je rudar Hans Sasimović v svojem imenu in v imenu brata Nika prodal dvema Dubrovčanoma polovico rudarskih jam v Fojnici. V 15. stoletju in kasneje je bilo tu rudarsko središče z rudniki železa, zlata in srebra, antimona ter fluorita.
V zahodnem delu naselja, na lokaciji Crkovište stoji frančiškanski samostan Duha Svetoga s cerkvijo Svete Marije. V samostanu, ki je med najstarejšimi v Bosni, je znamenit arhiv z bogato knjižnico. V knjižnici hranijo več kot 11.000 starih redkih knjig in ferman Skender-paše napisan leta 1485 v bosanščici. 
Na področju Fojnice se nahajata nekropoli s stečki bosanskih bogomilov. Na lokaciji Ostružnica je bila odkrita nekropola s petdesetimi stečki, na lokaciji Otigošće pa nekropola z več kot štiridesetimi stečki. Dva velika stečka sta bila premeščena v mesto in sta  postavljena v parku pred hotelom Reumal. 